# Bars Kasan
Bars Kasan (russisch Хоккейный клуб Барс Казань) ist ein 2009 gegründetes Eishockeyteam aus der russischen Stadt Kasan. Die Mannschaft spielte zuvor als zweite Mannschaft (Ak Bars II) von AK Bars Kasan, nahm zwischen 2009 und 2014 an der höchsten Juniorenspielklasse Russlands (MHL) teil und spielt seit 2014 in der zweitklassigen Wysschaja Hockey-Liga.

## Geschichte
Die Mannschaft wurde 2009 von Ak Bars Kasan als Farmteam gegründet und für den Spielbetrieb in der höchsten Juniorenspielklasse Russlands, Molodjoschnaja Chokkeinaja Liga (MHL), angemeldet. Die beste Platzierung erreichte das Team in der Saison 2013/14, als es die Hauptrunde auf dem ersten Platz abschloss und in den Play-offs um den Charlamow-Pokal das Halbfinale erreichte.
Im Sommer 2014 strukturierte das Management von Ak Bars seine Farmteams um, so dass Bars Kasan für die zweitklassige Wysschaja Hockey-Liga gemeldet wurde und Irbis Kasan aus der MHL B in die MHL aufstieg. In der Saison 2014/15 belegte Bars Ksan den letzten Platz der Liga und verpasste dadurch die Play-offs.